# L'Épée de justice
 (août 2018).
Si vous disposez d'ouvrages ou d'articles de référence ou si vous connaissez des sites web de qualité traitant du thème abordé ici, merci de compléter l'article en donnant les références utiles à sa vérifiabilité et en les liant à la section « Notes et références ».
L'Épée de justice (titre original : Beyond This Place) est un roman policier d’A. J. Cronin publié en 1953.

## Résumé

### Première partie
En 1936, Paul est un jeune homme dont l'ambition est de devenir instituteur. Ayant trouvé un emploi d'été en tant que répétiteur, il demande à sa mère de fournir ses documents d'identité. Celle-ci se montrant réservée, Paul comprend qu'elle lui cache quelque chose. Elle lui apprend peu après qu'elle lui a tu un secret de famille : son père, Rees Mathry, qu'elle lui avait dit être mort, a été condamné à mort par le jury criminel pour le meurtre, quinze ans auparavant (1921), de sa maîtresse. Mathry a vu sa peine commuée aux travaux forcés à perpétuité. Paul décide de ses rendre sur la petite ville du drame pour en apprendre plus. Il quitte sa mère et la jeune fille qu'il envisage d'épouser, Ella.
Arrivé dans la petite ville, Paul fait des recherches dans les archives du journal local. Les charges contre Rees étaient lourdes et laissaient penser à une culpabilité. Paul essaie de rencontrer son père au pénitencier mais le règlement intérieur de l'établissement interdit toute visite. Puis il essaie de rencontrer les témoins à charge ou à décharge qui avaient été auditionnés en 1921. Il contacte le député local qui, ému par sa plaidoirie, pose une question au ministre de la justice à Londres. Mais le ministre considère l'affaire comme close. Paul découvre que la police locale, dirigée par le commissaire Dale, avait été manipulée par le procureur royal, Matthew Sprott. Celui-ci ne pensait qu'à une chose : alors simple adjoint du procureur, il comptait utiliser ce meurtre pour gagner en célébrité et monter en grade. Au nom du principe Falsus in uno, falsus in omnibus, certains témoignages avaient été tronqués, écartés ou orientés. Il avait bâclé l'affaire, oublié de convoqué le médecin légiste qui avait effectué l'autopsie et entretenu le flou.
Au fur et à mesure que son enquête progresse, Paul est en butte aux tracasseries de Dale et de Sprott. Plusieurs personnes sont « incitées » à ne plus le rencontrer, il est arrêté à deux reprises, conduit au commissariat et incité à quitter le comté. Il est licencié abusivement par son employeur sous un prétexte futile. Au fond du désespoir, il se rend au domicile du procureur Sprott et envisage de le tuer. Au dernier moment, il quitte les lieux sans être passé à l'acte.

### Seconde partie
Paul rencontre une jeune femme, Lena, qui lui vient en aide et qui l'héberge quand il ne peut plus payer son loyer. Désespéré, il déambule dans la petite ville en homme-sandwich pour alerter l'opinion publique. De nouveau arrêté pour trouble à l'ordre public, il est condamné par un juge à la détention provisoire sous réserve de payer une forte somme de caution. Un journaliste de renom, Dunn, alerté par Lena, paie la caution et permet ainsi sa libération. Dunn reprend l'affaire et publie une série d'articles dans le journal local. Ces articles émeuvent l'opinion publique et un recours en révision est déposé.

## Réquisitoire contre la justice britannique
« Ne pensez-vous pas que les jurys sont composés d'individus stupides, ignorants, n'ayant aucune connaissance technique ou psychologique, des esprits faibles soumis à l'influence des témoignages et de la rhétorique de l’accusateur public ? (...) [Le procureur :] un juge payé dont la carrière dépend de son habileté à vouloir la tête de l’homme assis devant lui, au banc des accusés, ne m'inspire pas plus de respect que le simple bourreau ».

## Adaptation au cinéma
- 1959 : Fils de forçat (Beyond This Place), film britannique réalisé par Jack Cardiff
- 1955 : Sabar Uparey, film indien réalisé par Agradoot